# 赫姆斯沃思 (英國國會選區)
赫姆斯沃思（英語：Hemsworth），英國國會一郡選區，包括英格蘭約克郡-亨伯西約克郡韋克菲爾德市東南部。
自1918年創設以來一直支持工黨，其中在1966年大選更創下85.39%的得票率紀錄。2010年大選中的現任議員喬恩·特里克特以46.8%選票成功連任。